# Jan Kostka (opat oliwski)
Jan Kostka herbu Dąbrowa (ok. 1560–1588) – opat klasztoru w Oliwie.
Syn Krzysztofa, wojewody pomorskiego, i Katarzyny z d. Konopackiej; brat Jerzego i Stanisława, bratanek potężnego Jana Kostki, podskarbiego ziem pruskich, kasztelana gdańskiego i wojewody sandomierskiego.
O jego studiach nic nie wiadomo. 1582 otrzymał kanonię warmińską, a przed 1583 został kanonikiem chełmińskim i archidiakonem włocławskim, był także kanonikiem krakowskim.
W 1583, podczas kilkumiesięcznej nieobecności opata Kaspra Geschkaua, Kostka zarządzał opactwem oliwskim jako koadiutor, a po śmierci Geschkaua (7 kwietnia 1584), nie bez nacisków rodziny i przyjaciół został 22 kwietnia 1584 wybrany przez konwent na nowego opata. Sprzeciw wobec tej nominacji założył oficjał pomorski Mikołaj Miloniusz, zainteresowany w przeprowadzeniu gruntownej reformy wszystkich klasztorów pomorskich, który swoją opinię przesłał biskupowi Hieronimowi Rozdrażewskiemu. W rezultacie ani biskup, ani król Stefan Batory nie zatwierdzili wyboru opata i forsowali na to stanowisko Fabiana Lockę, brata zmarłego w 1569 opata Mikołaja Locki. Ponieważ jednak Kostka otrzymał zatwierdzenie swojej godności od generała zakonu cystersów, nie opuścił Oliwy, choć nigdy nie złożył profesji zakonnej.
Tłem sporu pomiędzy opatem Kostką a biskupem Rozdrażewskim były także losy posiadłości zakonu kartuzów, przejętych przez Oliwę w okresie reformacji. Kostka uzyskał w tej sprawie poparcie papieża Sykstusa V, który decyzją z 9 maja 1586 zabronił Rozdrażewskiemu podejmowania działań przeciw opactwu oliwskiemu. Udało się także Kostce zablokować plany Rozdrażewskiego dotyczące zreformowania, zależnego od Oliwy, klasztoru żeńskiego w Żarnowcu.
Poważne następstwa mogło mieć zignorowanie królewskiego żądania ustąpienia ze stanowiska opata. Stefan Batory wezwał Jana Kostkę i jego ojca, wojewodę pomorskiego na sejm, mający się odbyć w styczniu 1587. Przed procesem o obrazę majestatu uratowała Kostków śmierć króla, która nastąpiła 12 grudnia 1586.
We wrześniu 1587 w Zatoce Gdańskiej pojawiła się flotylla, przywożąca króla-elekta Zygmunta III. Ponieważ luterański Gdańsk nie zgodził się, by nowy król zaprzysięgał Pacta conventa w gdańskim kościele farnym, Zygmunt ze świtą przybył 7 października 1587 do Oliwy i tu w kościele klasztornym złożył podpis pod przysięgą otwierającą mu drogę do tronu, po czym podskarbi ziem pruskich Jan Dulski, w zastępstwie nieobecnego marszałka Andrzeja Opalińskiego proklamował go królem.
Udostępnienie kościoła Zygmuntowi wzmacniało pozycję opata Kostki. Nie zdążył jednak wykorzystać przychylności królewskiej: w 1588 z powodu zarazy szerzącej się w Gdańsku wyjechał do Chełmży, gdzie była siedziba jednej z jego kanonii, i tam zmarł.